# Liste des matchs de l'équipe du Congo de football par adversaire
Cette liste présente les matchs de l'équipe du Congo de football par adversaire rencontré.
- Haut – A
- B
- C
- D
- E
- F
- G
- H
- I
- J
- K
- L
- M
- N
- O
- P
- Q
- R
- S
- T
- U
- V
- W
- X
- Y
- Z

## A

### Algérie
| Date             | Lieu                 | Match           | Score | Compétition |
| 17 novembre 1978 | Constantine, Algérie | Algérie - Congo | 3-0   | amical      |
| 17 janvier 1992  | Dakar, Sénégal       | Congo - Algérie | 1-1   | CAN         |

#### Bilan
- Total de matchs disputés : 2
- Victoires de l'équipe du Congo : 0
- Victoires de l'équipe d'Algérie : 1
- Match nul : 1

### Angola
| Date             | Lieu                            | Match          | Score | Compétition                                 |
| 17 novembre 1980 | Luanda Angola                   | Angola - Congo | 1-1   | Qualifications pour la Coupe d'Afrique 1982 |
| 30 novembre 1980 | Brazzaville                     | Congo - Angola | 0-0   | Qualifications pour la Coupe d'Afrique 1982 |
| 25 août 1981     | Luanda Angola                   | Angola - Congo | 1-3   | Match amical                                |
| 3 avril 1983     | Brazzaville                     | Congo - Angola | 1-0   | Match amical                                |
| 19 avril 1987    | Brazzaville                     | Congo - Angola | 3-3   | Match amical                                |
| 11 novembre 1990 | Luanda Angola                   | Angola - Congo | 1-0   | Match amical                                |
| 20 février 2005  | Brazzaville République du Congo | Congo - Angola | 0-2   | Match amical                                |
| 4 avril 2007     | Cabinda Angola                  | Angola - Congo | 0-0   | Match amical                                |

#### Bilan
- Total de matchs disputés : 8
- Victoires de l'équipe d'Angola : 2
- Victoires de l'équipe du Congo : 2
- Matchs nuls : 4

## M

### Maroc
| Date            | Lieu          | Match         | Score | Compétition                                  |
| --------------- | ------------- | ------------- | ----- | -------------------------------------------- |
| 14 février 2000 | Lagos Nigeria | Maroc - Congo | 3-0   | Coupe d'Afrique des nations de football 2000 |
| 12 août 2009    | Rabat Maroc   | Maroc - Congo | 1-1   | Match amical                                 |

#### Bilan
- Total de matchs disputés :
- Victoires de l'équipe du Maroc :
- Victoires de l'équipe du Congo :
- Matchs nuls :

### Maurice
| Date           | Lieu               | Match           | Score | Compétition                                     |
| 3 mars 1974    | Alexandrie, Égypte | Congo - Maurice | 2-0   | Coupe d'Afrique des nations 1974                |
| 8 octobre 2000 | Maurice            | Maurice - Congo | 1-2   | Qualifications Coupe d'Afrique des nations 2002 |
| 3 juin 2001    | Congo              | Congo - Maurice | 0-0   | Qualifications Coupe d'Afrique des nations 2002 |

## R

### République centrafricaine

#### Confrontations
Confrontations entre la République centrafricaine et le Congo :
|    | Date             | Lieu        | Match                             | Score | Compétition                                                              |
| -- | ---------------- | ----------- | --------------------------------- | ----- | ------------------------------------------------------------------------ |
| 1  | 12 juillet 1976  | Libreville  | République centrafricaine - Congo | 1-2   | Jeux d'Afrique centrale 1976 (gr. 2)                                     |
| 2  | 12 décembre 1984 | Brazzaville | Congo - République centrafricaine | 2-1   | Coupe de l'UDEAC 1984 (gr. A)                                            |
| 3  | 9 décembre 1985  | Libreville  | République centrafricaine - Congo | 1-4   | Coupe de l'UDEAC 1985 (es) (gr. A)                                       |
| 4  | 5 octobre 1986   | Bangui      | République centrafricaine - Congo | 1-2   | Qualifications à la Coupe d'Afrique des nations 1988 (tour préliminaire) |
| 5  | 19 octobre 1986  | Brazzaville | Congo - République centrafricaine | 5-1   | Qualifications à la Coupe d'Afrique des nations 1988 (tour préliminaire) |
| 6  | 12 décembre 1986 | Malabo      | Congo - République centrafricaine | 3-1   | Coupe de l'UDEAC 1986 (es) (gr. B)                                       |
| 7  | 4 décembre 1988  | Yaoundé     | Congo - République centrafricaine | 1-0   | Coupe de l'UDEAC 1988 (gr. B)                                            |
| 8  | 8 décembre 1988  | Yaoundé     | Congo - République centrafricaine | 3-0   | Coupe de l'UDEAC 1988 (match pour la 3e place)                           |
| 9  | 14 novembre 1999 | Libreville  | Congo - République centrafricaine | 2-4   | Coupe UNIFFAC des nations                                                |
| 10 | 4 mai 2003       | Brazzaville | Congo - République centrafricaine | 2-1   | Qualifications à la Coupe d'Afrique des nations 2004 (gr. 4)             |
| 11 | 8 juin 2003      | Bangui      | République centrafricaine - Congo | 0-0   | Qualifications à la Coupe d'Afrique des nations 2004 (gr. 4)             |
| 12 | 5 février 2005   | Libreville  | Congo - République centrafricaine | 1-0   | Coupe de la CEMAC 2005 (gr. A)                                           |
| 13 | 12 mars 2007     | N'Djaména   | Congo - République centrafricaine | 4-1   | Coupe de la CEMAC 2007 (gr. A)                                           |
| 14 | 18 juin 2008     | Yaoundé     | République centrafricaine - Congo | 2-0   | Coupe de la CEMAC 2008 (gr. B)                                           |
| 15 | 5 décembre 2009  | Bangui      | République centrafricaine - Congo | 2-0   | Coupe de la CEMAC 2009 (gr. A)                                           |

#### Bilan
Au 19 avril 2019 :
- Total de matchs disputés : 15
- Victoires de la République centrafricaine : 3
- Matchs nuls : 1
- Victoires du Congo : 11
- Total de buts marqués par la République centrafricaine : 16
- Total de buts marqués par le Congo : 31

## S

### Sénégal
| Date             | Lieu        | Match                         | Score | Compétition                                               |
| 1964             |             | République du Congo - Sénégal | 3-1   | Match amical                                              |
| 14 janvier 1968  | Asmara      | Sénégal - République du Congo | 2-1   | Coupe d'Afrique des nations (1er tour)                    |
| 22 janvier 1969  |             | République du Congo - Sénégal | 1-0   | Match amical                                              |
| 9 janvier 1972   |             | Sénégal - République du Congo | 0-2   | Match amical                                              |
| 26 novembre 1989 |             | République du Congo - Sénégal | 0-0   | Match amical                                              |
| 5 juin 2004      | Dakar       | Sénégal - République du Congo | 2-0   | Qualifications pour la CAN 2006 et la coupe du monde 2006 |
| 5 juin 2005      | Brazzaville | République du Congo - Sénégal | 0-0   | Qualifications pour la CAN 2006 et la coupe du monde 2006 |
| 11 janvier 2017  | Brazzaville | République du Congo - Sénégal | 0-2   | Match amical                                              |
| 13 novembre 2019 | Thiès       | Sénégal - République du Congo |       | Qualifications pour la CAN 2021                           |
| Octobre 2020     |             | République du Congo - Sénégal |       | Qualifications pour la CAN 2021                           |

#### Bilan
Au 5 novembre 2019 :
- Total de matchs disputés : 8
- Victoires du Sénégal : 3
- Matchs nuls : 2
- Victoires du Congo : 3
- Total de buts marqués par le Sénégal : 7
- Total de buts marqués par le Congo : 7

### Seychelles
| Date         | Lieu       | Match              | Score | Compétition           |
| 14 juin 1987 | Madagascar | Congo - Seychelles | 1-1   | Tournoi de Madagascar |

### Sierra Leone

#### Confrontations
Confrontations entre la Sierra Leone et le Congo :
|   | Date             | Lieu        | Match                | Score | Compétition                                                               |
| - | ---------------- | ----------- | -------------------- | ----- | ------------------------------------------------------------------------- |
| 1 | 16 octobre 1994  | Freetown    | Sierra Leone - Congo | 3-2   | Qualifications à la Coupe d'Afrique des nations 1996 (gr. 3)              |
| 2 | 22 avril 1995    | Brazzaville | Congo - Sierra Leone | 0-2   | Qualifications à la Coupe d'Afrique des nations 1996 (gr. 3)              |
| 3 | 12 octobre 2003  | Brazzaville | Congo - Sierra Leone | 1-0   | Phases qualificatives de la Coupe du monde 2006 (zone Afrique - 1er tour) |
| 4 | 16 novembre 2003 | Freetown    | Sierra Leone - Congo | 1-1   | Phases qualificatives de la Coupe du monde 2006 (zone Afrique - 1er tour) |

#### Bilan
Au 22 avril 2019 :
- Total de matchs disputés : 4
- Victoires de la Sierra Leone : 2
- Matchs nuls : 1
- Victoires du Congo : 1
- Total de buts marqués par la Sierra Leone : 6
- Total de buts marqués par le Congo : 4